# Izabela Godzińska
Izabela Godzińska (ur. 25 listopada 1985) – polska piłkarka nożna grająca na pozycji bramkarza, reprezentantka kraju.

## Kariera
Córka Małgorzaty, wnuczka Jura Zielińskiego. Zawodniczka Zamłynia Radom, a następnie, od 2006 roku, AZS Biała Podlaska. Od 2011 roku występowała w barwach Górnika Łęczna, w 2015 roku zakończyła karierę piłkarską.
W reprezentacji Polski rozegrała w sumie 11 meczów. Debiutowała 17 marca 2005, kiedy to zmieniła Joannę Klawińską i po 3 minutach gry została ukarana czerwoną kartką. Uczestniczka eliminacji do MŚ 2007 (2 mecze) oraz  eliminacji do ME 2009.